# 法界
法界，佛教術語，是由法與界組成的合成词，意指緣起與緣生法的真實樣貌。
特别地，大乘佛教发展了法界的多重含义，称其为“法性”、“实相”等等，指諸法真如的界限或功能差別。大致来说，菩萨有运用法界的能力，即使是初地菩萨也能运用一切法界。

## 四法界
华严宗依《華嚴經》對於法界概念進一步加以推展，成為大乘佛教重要理論概念之一。把法界分为四种，即为事法界、理法界、理事无碍法界、事事无碍法界，所謂四法界。四法界由不同层次的认识而进入，其中事事无碍法界是佛智的表现。
就“事”解释，则“法”指一切诸法，即是世间万物。“界”者，意为“分界”。万物因各有体性，分界不同，故名为“諸法的界限”，即指现象界。就“理”而言，则真如之理性、诸法之实相，名为“法界”，与真如、法性、实相、实际等概念同体异名，意为超越言表、横恒万事万物之中的绝对实性，即是指實相界。“法界”的概念又同时包括二者。故其用法复杂多样，需针对不同情况具体分析。
：

### 事法界
一切众生色心诸法，一一差别，各有分齐，故名为“事法界”。所指的即是现象世界。一切有生有灭有差别的事物现象，无论是精神的还是物质的，全统摄于事法界之中。

### 理法界
一切众生色心等法，虽然有差别，而体性为一，同于一理，故名“理法界”即是无差别性的宇宙真理，也就是真如、佛性、法性、实相等。

### 理事无碍法界
实相之理由事而显，千差万别的事物则由得理而成，理事交融，互为依缘而不为障碍，故名“理事无碍法界”。也就是说，事法界有差别性，理法界无差别性，有差别性是假的幻影，无差别是真的实相，真假即相即相入，圆融无碍，不可互离，所以叫理事无碍法界。

### 事事无碍法界
一切有分齐的事法，表面上看虽然有差别，而从一心所显这一角度来看，则性质为一，故能称性通融，一多相即，大小互融，重重无尽，故名事事无碍法界。也就是说，既然一切事物现象多是假的，只是心的产物，那么大小高下等差别就毫无意义，可以随心所欲，事事圆融，无穷无尽。

## 摘抄
大乘止觀：法者法爾故，界者性別故，以此心體法爾，具足一切法，故言法界……此心即自性清淨心，又名真如，亦名佛性，亦名法身，亦名如來藏，亦名法界，亦名法性。
達磨大師安心法門：凡所有為皆不出法界心。何以故。心體是法界故。問。世間人種種學問云何不得道。答。由見己故所以不得道。己者。我也。至人逢苦不憂。遇樂不喜。由不見己故。所以不知苦樂。由忘己故得至虛無。己尚自亡更有何物而不亡也。